# Passé perdu
Pour plus de détails, voir Fiche technique et Distribution.
Passé perdu (These Wilder Years) est un film américain réalisé par Roy Rowland, sorti en 1956.

## Synopsis
Un magnat des affaires de Detroit , Steve Bradford, dit à son conseil d'administration sans explication qu'il prend un congé. Il se rend dans sa petite ville natale, où il s'avère que son objectif est de trouver un fils qu'il a mis en adoption 20 ans auparavant.
Steve se tourne vers Ann Dempster, qui dirige un orphelinat, expliquant comment il a réussi dans la vie, mais ressent un vide laissé par son fils absent et inconnu. Ann explique qu'elle est éthiquement tenue de dissimuler l'identité des enfants et des parents adoptifs. Steve essaie de la charmer, de la cajoler, voire de la corrompre, en vain, puis fait venir son avocat, James Rayburn, pour chercher d'autres moyens de retrouver le garçon.
Bien qu'il se soit lié d'amitié avec Ann, il la trahit avec une accusation de fraude, ce qui entraîne une audience au tribunal qui pourrait lui coûter à la fois sa vocation et sa réputation. Une Ann furieuse déterre des documents qui prouvent que Steve n'a spécifiquement exprimé aucun souhait de voir son enfant 20 ans auparavant.
A l'orphelinat, entre-temps, il se lie d'amitié avec une jeune femme, Suzie, qui attend un bébé, abandonnée par le père de l'enfant. Steve s'intéresse personnellement à la fille, en particulier après qu'elle a été impliquée dans un accident de voiture et qu'elle a besoin d'une intervention chirurgicale qui, selon elle, pourrait mettre en danger le bébé.
L'affaire étant classée et submergé par la culpabilité, Steve va au bowling. Il est approché par un jeune homme nommé Mark Nelson, qui s'avère être son fils disparu. Nelson a affirmé qu'il avait suivi le déroulement du procès. Ils ont une conversation de cœur à cœur et se séparent sans avoir l'intention d'être dans la vie de l'autre. Steve pense que cette rencontre apparemment fortuite a été organisée en privé par Ann, par bonté de cœur, ce qui s'avère être vrai. Steve adopte Suzie pour qu'elle n'ait pas à abandonner son enfant. Suzie donne son nom à son fils.

## Fiche technique
- Titre : Passé perdu
- Titre original : These Wilder Years
- Réalisation : Roy Rowland
- Scénario : Frank Fenton d'après une histoire Ralph Wheelwright
- Production : Jules Schermer
- Société de production et de distribution : Metro-Goldwyn-Mayer
- Photographie : George J. Folsey
- Montage : Ben Lewis
- Musique : Jeff Alexander
- Direction artistique : E. Preston Ames et Cedric Gibbons
- Costumes : Helen Rose
- Pays de production : États-Unis
- Langue : Anglais
- Format : Noir et blanc - Son : Perspecta Stereo/Mono (Westrex Recording System)
- Genre : Drame
- Durée : 91 minutes
- Date de sortie : 
  - États-Unis : 17 août 1956

## Distribution
- James Cagney : Steve Bradford
- Barbara Stanwyck : Ann Dempster
- Walter Pidgeon : James Rayburn
- Betty Lou Keim : Suzie
- Don Dubbins : Mark
- Edward Andrews : M. Spottsford
- Basil Ruysdael : Juge
- Grandon Rhodes : Roy Oliphant
- Will Wright : Le vieux Chauffeur de taxi
- Lewis Martin : Dr Miller
- Dorothy Adams : Tante Martha
- Dean Jones : Employé de bureau
- Herb Vigran : Un policier
- Michael Landon : Un garçon
- Charles Evans : Un membre du conseil d'administration
- Emmett Vogan : J.T., membre du conseil d'administration